# 송곳니

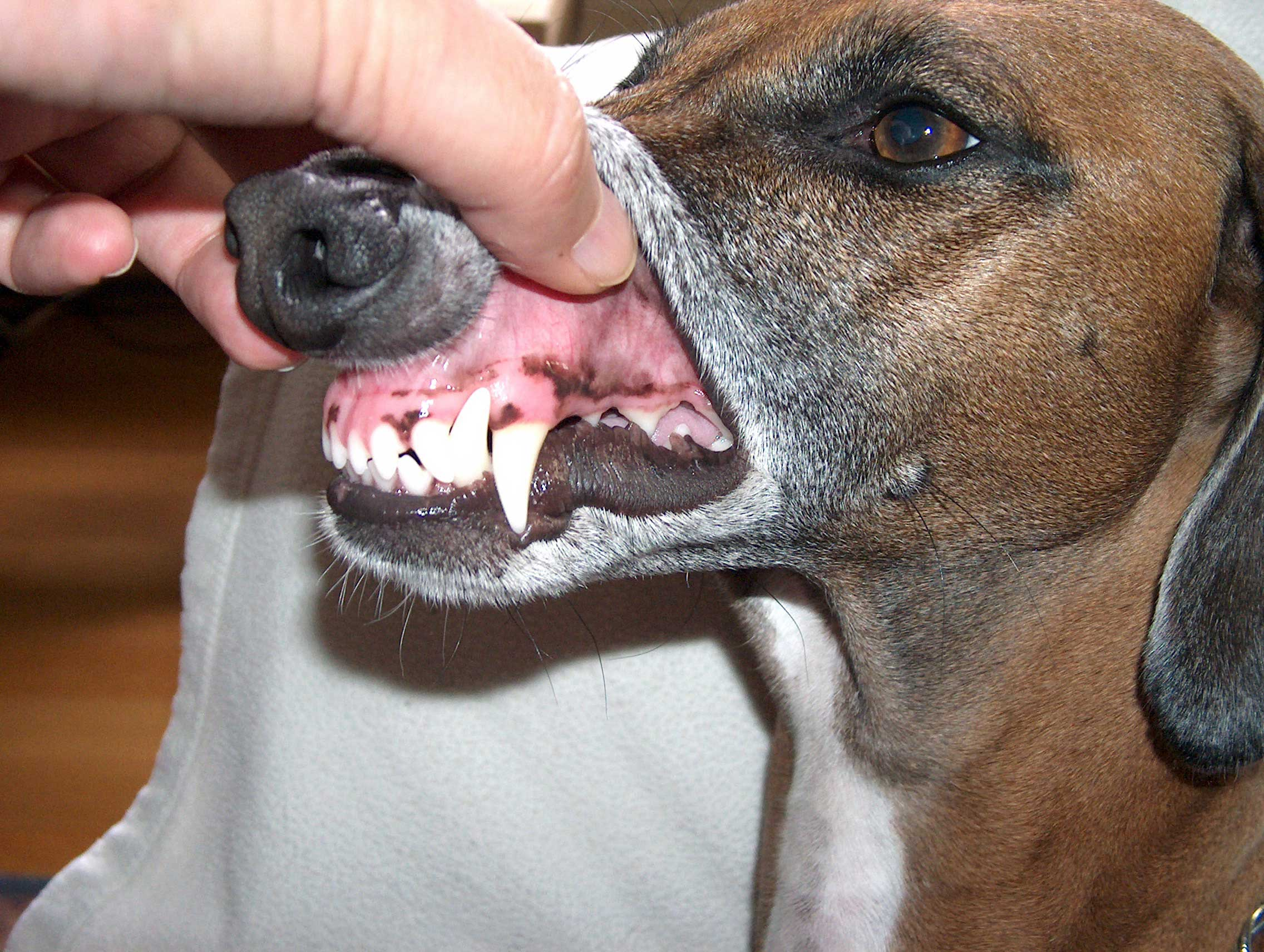
송곳니

송곳니는 앞니와 어금니 사이에 위치한 치아이다. 비교적 길고 뾰족한 치아이다. 그러나 더 평평하게 보일 수 있으며, 앞니와 닮아 앞니형(incisiform)이라고 불린다. 이 치아는 주로 음식을 찢기 위해 단단히 고정하기 위해 발달되어 사용되며 때로는 무기로 사용된다. 이 치아는 포유류의 입에서 가장 큰 이빨이기도 하다. 이것들을 발달시키는 대부분의 종의 개체는 일반적으로 위턱에 2개, 아래턱에 2개, 앞니에 의해 각 턱 내에서 분리된 4개를 가지고 있다. 인간과 개가 그 예이다. 대부분의 종에서 송곳니는 상악골에서 가장 앞쪽에 있는 치아이다.
인간에는 네 개의 송곳니가 있으며 그 중 두 개의 상악 송곳니와 두 개의 하악 송곳니로 구성된다.

## 같이 보기
- 열육치
- 앞니
- 앞어금니
- 뒷어금니